# 정보 기기

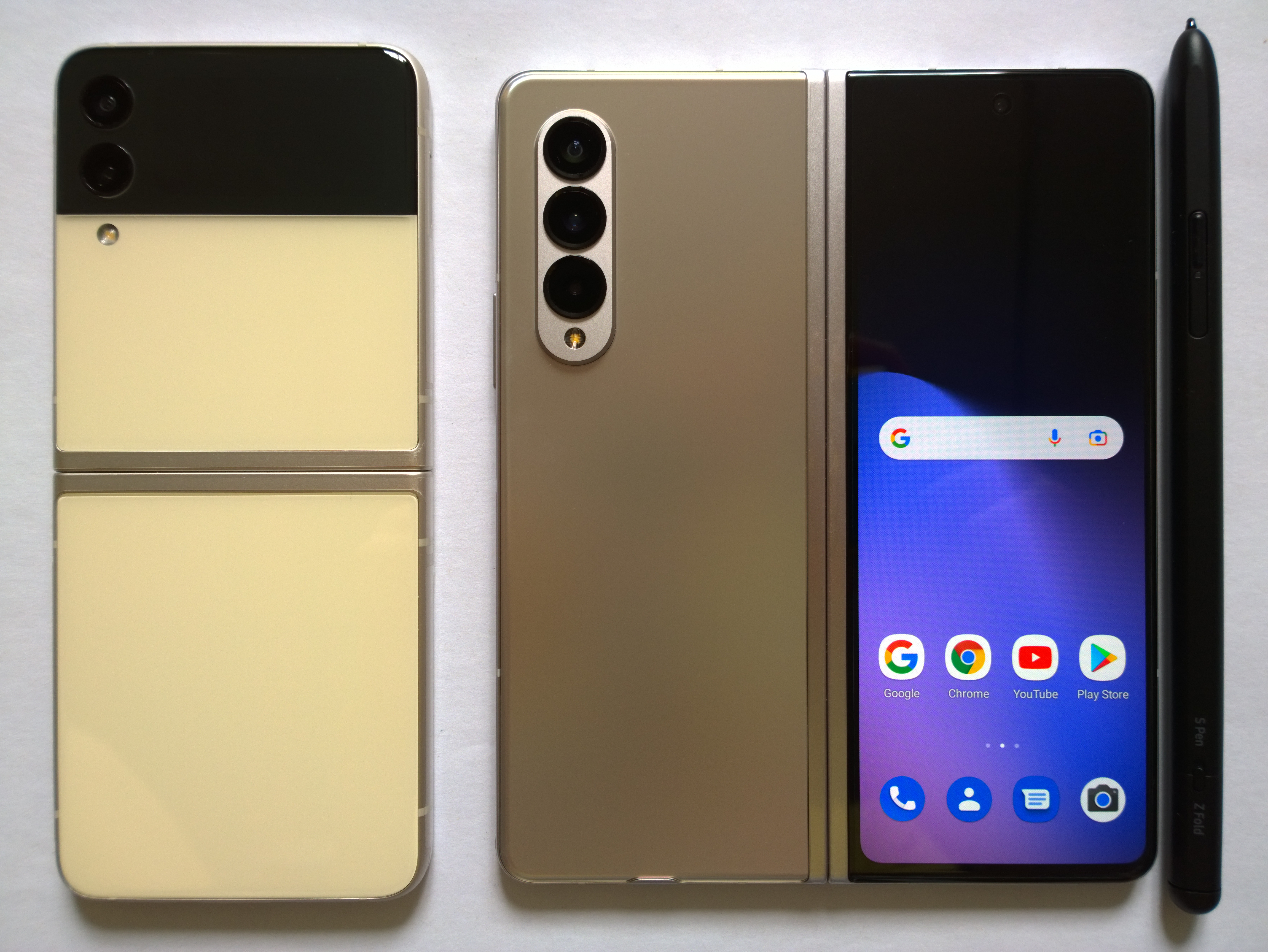
스마트폰

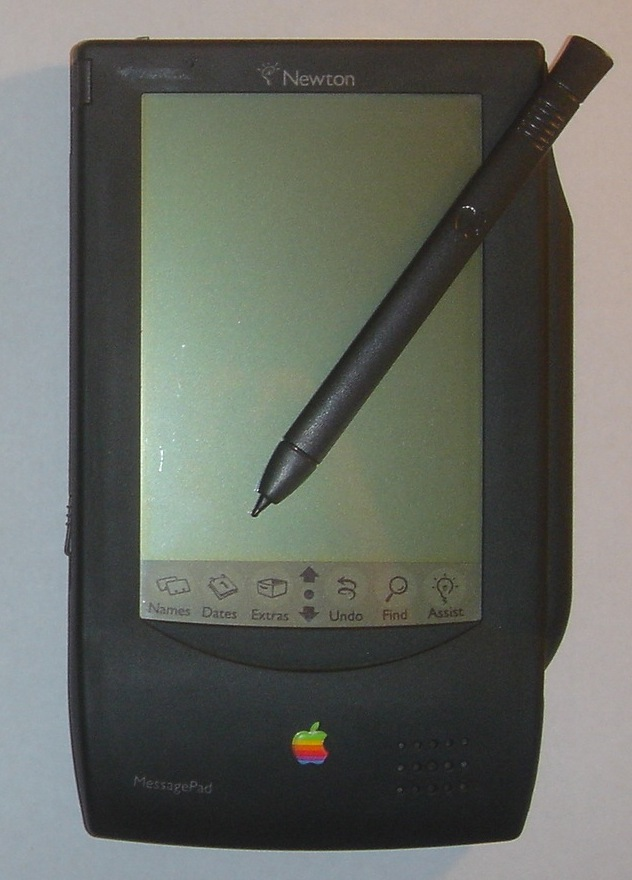
A 뉴턴 PDA

정보 기기 (情報 機器, information appliance, IA)는 특정한 종류의 정보와 관련 작업을 다루는 데 초점을 맞춘 장치이다. 보통 휴대 전화를 말한다. 이 용어는 인터넷에 접속하는 소비자 제품의 하나인 인터넷 기기와 자주 헷갈리기도 한다.

## 장치
- 아이팟
- 아이폰
- LG 프라다
- 모토로라 A760

## 같이 보기
- 인터넷 기기
- 임베디드 시스템